# Romeo Venturelli
Romeo Venturelli (Sassostorno di Lama Mocogno, Emilia-Romaña, 9 de diciembre de 1938 - Pavullo nel Frignano, 2 de abril de 2011) fue un ciclista italiano, profesional entre 1960 y 1973. Era hermano del también ciclista Renato Venturelli.
En su palmarés destaca una victoria de etapa y el liderazgo durante una jornada al Giro de Italia de 1960 y el Giro del Piamonte de 1965.

## Palmarés
- 1957
  - 1.º en el Pequeño Giro de Llombardia
  - 1.º en el Trofeo Mario Pizzoli
- 1958
  - 1.º en el Gran Premio Ezio de Rosso
  - 1.º en el Trofeo Mario Pizzoli
  - 1.º en la Copa 29 Martirio de Figline di Prato
- 1959
  - 1.º en el Gran Premio de la Liberación
  - Vencedor de 3 etapas de la Carrera de la Paz
- 1960
  - 1.º en el Trofeo Baracchi, con Diego Ronchini
  - Vencedor de una etapa del Giro de Italia
  - Vencedor de una etapa de la París-Niza
  - Vencedor de una etapa del Tour de Romandía
  - Vencedor de una etapa de la Menton-Roma
- 1965
  - 1.º en el Giro del Piemonte

### Resultados en el Giro de Italia
- 1960. Abandona. Vencedor de una etapa. Lleva la maglia rosa durante 1 etapa
- 1961. Abandona
- 1965. Abandona